# 阮永川
阮永川（1975年—），云南宣威人，汉族，中华人民共和国政治人物、第十二届全国人民代表大会云南地区代表。
毕业于长春冶金高等专科学校土木建筑工程专业。2013年，担任全国人大代表。